# James Floyd Breeding
James Floyd Breeding (* 28. September 1901 bei Robinson, Brown County, Kansas; † 17. Oktober 1977 in Dodge City, Kansas) war ein US-amerikanischer Politiker. Zwischen 1957 und 1963 vertrat er den fünften Wahlbezirk des Bundesstaates Kansas im US-Repräsentantenhaus.

## Werdegang
James Breeding besuchte die Grundschule in Moonlight im Dickinson County. Danach absolvierte er die Berryton High School im Shawnee County. In den Jahren 1921 und 1922 studierte Breeding am Kansas State College in Manhattan. Im Jahr 1928 zog er nach Rolla im Morton County, wo bis 1956 als Farmer und Viehzüchter tätig war.
Breeding war Mitglied der Demokratischen Partei. Zwischen 1947 und 1949 war er Abgeordneter im Repräsentantenhaus von Kansas. Im Jahr 1949 leitete er die demokratische Fraktion, 1950 kandidierte er erfolglos für das Amt des Vizegouverneurs von Kansas. 1951 wurde Breeding Präsident der Western Kansas Development Association. In den Jahren 1960 und 1964 war er Delegierter zu den jeweiligen Democratic National Conventions, auf denen John F. Kennedy und Lyndon B. Johnson als Präsidentschaftskandidaten der Partei nominiert wurden.
1956 wurde Breeding in das US-Repräsentantenhaus in Washington, D.C. gewählt. Dort trat er am 3. Januar 1957 die Nachfolge von Clifford R. Hope an. Nachdem er in den Jahren 1958 und 1960 jeweils bestätigt wurde, konnte er bis zum 3. Januar 1963 drei Legislaturperioden im Kongress absolvieren. Bei den Wahlen des Jahres 1962 unterlag er dem Republikaner Joe Skubitz. Nach dem Ende seiner Zeit im Kongress wurde Breeding zum Abteilungsleiter im Landwirtschaftsministerium ernannt. Diese Funktion übte er von 1963 bis 1966 aus. Im Jahr 1966 kandidierte er erfolglos für den US-Senat. James Breeding starb im Oktober 1977 in Dodge City und wurde in Rolla beigesetzt.